# استیون سی. لوینسون
استیون سی. لوینسون (یا استفان سی لوینسن) یکی از مدیران مؤسسه روان‌شناسی زبان ماکس پلانک در نیمیخن است. او مدرک کارشناسی را در رشته باستان‌شناسی و مردم‌شناسی اجتماعی از دانشگاه کمبریج و مدرک دکتری را در رشته انسان‌شناسی زبانی از دانشگاه کالیفرنیا در برکلی گرفت. او در دانشگاه کمبریج، دانشگاه استنفورد و دانشگاه ملی استرالیا تدریس کرده‌است و اکنون استاد زبان‌شناسی تطبیقی دانشگاه رادبود است.